# Иссл, Дэн
Дэ́ниэл Пол Иссл (англ. Daniel Paul Issel; 25 октября 1948 года, Батейвия, штат Иллинойс, США) — американский профессиональный баскетболист, выступавший в Американской баскетбольной ассоциации (АБА) и Национальной баскетбольной ассоциации (НБА), член Зала славы баскетбола с 1993 года. В составе студенческой команды университета Кентукки Дэн дважды входил в символические сборные NCAA, а также установил действующий рекорд колледжа, набирая за четыре года в нём 25,7 очка в среднем за игру. За время выступлений в АБА Иссл выступал за команды «Кентукки Колонелс» и «Денвер Наггетс» и становился чемпионом, новичком года и MVP матча всех звёзд, на который вызывался ежегодно, а также пять раз входил в сборную всех звёзд АБА.
Иссл остается лучшим бомбардиром Университета Кентукки всех времен, вторым лучшим бомбардиром всех времен в команде НБА «Денвер Наггетс» и вторым лучшим бомбардиром всех времен в Американской баскетбольной ассоциации. После ухода Иссла из НБА в 1985 году Уилт Чемберлен, Карим Абдул-Джаббар и Джулиус Ирвинг были единственными профессиональными баскетболистами, набравшими больше очков за карьеру. В 1993 году Иссл был введен в Зал славы баскетбола. 

## Ранние годы и колледж
Дэн Иссл родился в городе Батейвия, штат Иллинойс и пошёл в местную среднюю школу. За время выступлений в школе Дэн зарекомендовал себя с лучшей стороны и по её окончании поступил в университет Кентукки, где баскетбольную команду тренировал легендарный Адольф Рапп. Под руководством Раппа Дэн стал лидером «Кентукки Уайлдкэтс» с первых матчей. Он стал одним из игроков, которым удалось набрать более 2 000 очков и 1 000 подборов за время выступлений в составе университетской команды, а в общем Иссл установил 23 рекорда «Уайлдкэтс». Главный его рекорд 25,8 очка в среднем за матч (2 138). Играя во времена лидирования УКЛА Брюинз и Лью Алсиндора (позже известного под именем Карим Абдул-Джаббар), Дэн Иссл признавался вторым на своей позиции после легендарного центрового.

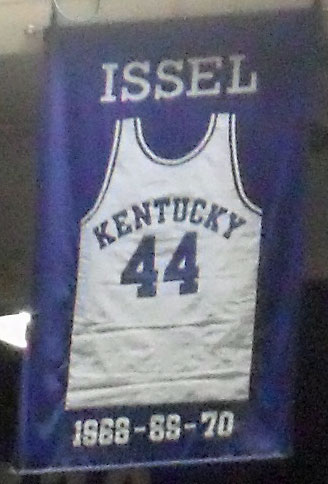
Майка Иссла под сводами домашней для «Кентукки Уайлдкэтс» Рапп-арены

На драфте 1970 года Иссл был выбран как и большинство двумя командами из параллельных лиг: «Детройт Пистонс» с НБА и «Кентукки Колонелс» с АБА. Дэн выбрал команду города из своего университета и подписал контракт с «Колонелс».

## Профессиональная карьера

### Кентукки Колонелс
В своем первом сезоне под руководством Джина Родса Дэн Иссл становится лидером команды и с невероятными для новичка 29,9 очка (лучший результат в сезоне) и 13,2 подбора в среднем за игру становится Новичком года вместе с Чарли Скоттом. Также Иссл вызвался на свой первый Матч всех звёзд АБА, в котором сделал дабл-дабл 21 очко и 13 подборов. «Виргиния Сквайрс» Скотта обошла по итогам регулярного сезона «Кентукки», но проиграла им в финале Конференции, после которого «Колонелс» вышли в решающую серию против «Юта Старз». В семиматчевом поединке победу одержали «Старс».
В двух следующих сезонах Иссл продолжает показывать стабильно высокую результативность, отойдя играть уже на позицию мощного форварда после прихода Артиса Гилмора в стан «Колонелс». В Матче всех звёзд АБА 1972 года Иссл становится Самым ценным игроком с 21 очком, 9 подборами и 5 передачами всего за 21 минуту игры. Однако с парой очень перспективных больших игроков команда всё же не смогла выиграть чемпионство, проиграв сначала «Нью-Йорк Нетс» в первом раунде плей-офф, перед этим установив рекорд регулярного сезона АБА со статистикой побед и поражений 68—16, а позже «Индиана Пэйсерс» в седьмом матче финальной серии. В сезоне 1973/74 «Нетс» уже в финале Конференции, не выиграв не единого поединка у противника. Дэн Иссл в четвёртый раз стал самым результативным игроком команды. Но в следующем чемпионском для «Кентукки Колонелс» сезоне Дэн показал результативность существенно ниже показателей прошлых годов, отдав инициативу Гилмору.
Перед сезоном 1975/76 «Кентукки Колонелс» пытались обменять Иссла во многие клубы АБА, но в итоге остановились на «Денвер Наггетс», получив взамен Дэйва Робиша и денежную компенсацию. Всю оставшуюся карьеру игрока Дэн Иссл провёл только за «Наггетс», став настоящей легендой клуба и обладателем множества рекордов.

### Денвер Наггетс
После подписания контракта с «Денвером» Дэн выступал за команду под непривычным 25 номером, поскольку его 44-й, позже выведенный из обращения в «Кентукки Уайлдкэтс» и «Денвер Наггетс» был занят Ральфом Симпсоном и освободился только через два года. Перед первым сезоном в Денвере для Иссла «Наггетс» выбрали талантливого защитника Дэвида Томпсона вместе с которым они стали лидерами в команде. Регулярный сезон 1975/76 стал лучшим для «Рокетс»/«Наггетс» в АБА, но в финале Конференции они всё-таки проиграли свой, как оказалось, последний матч в лиге.
После слияния НБА и АБА состава «Денвер Наггетс» практически не изменился и они вместе с ещё тремя командами АБА начали играть в новой лиге с новыми соперниками. В отличие от них команда Иссла быстро прижилась в новых условиях и трижды в первых трёх сезонах в НБА проходила в плей-офф. Статистика Дэна составляла стабильные более 22 очков в среднем за игру и внов снизилась только после прихода в команду ещё одного талантливого центрфорварда Джорджа Макгинниса, который покинул её после двух неполных сезонов. Сезон 1979/80 пришлось вытягивать одному, поскольку Томпсон пропустил большую часть игр из-за травмы, Макгиннис вернулся оканчивать карьеру в родную «Индиану» в обмен на Алекса Инглиша. Но выйти в плей-офф на Западе всё же не удалось, а Иссл закончил этот регулярный сезон с 23,8 очка и 8,8 подбора в среднем за игру.
Сезон 1980/81 32-летний провёл также отлично, но клуб с отрицательным показателем побед и поражений повторно не пробился в плей-офф, в отличие от трёх следующих сезонов. В них уже ветеран Иссл регулярно за игру набирал в среднем более 21 очка, а «Денвер», пусть с последних мест, но пробивались в плей-офф лиги, где проигрывали на первых стадиях. В последнем для Дэна сезоне в «Наггетс» в качестве игрока, команда заняла первое место в своём Дивизионе и второе в Конференции по итогам регулярного сезона. Добравшись в итоге до финала Конференции «Денвер» проиграл будущим чемпионам «Лос-Анджелес Лейкерс» эпохи «Шоутайм», а Иссл объявил о завершении карьеры, но ещё до плей-офф 5 апреля 1985 года номер 44, под которым играл Дэн Иссл выведен из обращения и закреплён за ним навечно.

## Тренерская карьера
Как тренер Иссл дважды возглавлял «Денвер Наггетс» на три неполных сезона за каждый период. В первый из них 1992—1994, он однажды вышел в плей-офф с восьмого места Конференции и в первом раунде сенсационно обыграл «Сиэтл Суперсоникс» 3—2, но в следующем проиграл «Юта Джаз» с Карлом Мэлоуном и Джоном Стоктоном. В этот период Дэн Иссл также был включён в Зал славы баскетбола в 1993 году. Второй период «Наггетс» под руководством Иссла (с 1999 по 2001 год) был менее успешен и ознаменовался лишь скандалом с фанатом «Шарлотт Хорнетс», последующими судебными разбирательствами и неудачными выступлениями команды.

## Личная жизнь
Жена Иссла Чери, с которой он познакомился в университете Кентукки, — художница. Чери была чирлидером в Кентукки. У Дэна и Черри двое детей, Шеридан и Скотт.
В 2011 году Иссл занимал должность исполнительного директора пресвитерианской церкви Бель-Эйр в Лос-Анджелесе. По состоянию на 2014 год он жил в Виндзоре, штат Колорадо, и работал в нефтегазовом бизнесе.
В феврале 2018 года Иссл стал президентом Louisville Basketball Investment, компании из Кентукки, основанной в 2016 году для развития франшизы НБА.

## Статистика

### Статистика в НБА
| Сезон                                                                                    | Команда | Регулярный сезон | Регулярный сезон | Регулярный сезон | Регулярный сезон | Регулярный сезон | Регулярный сезон | Регулярный сезон | Регулярный сезон | Регулярный сезон | Регулярный сезон | Регулярный сезон | Серия плей-офф | Серия плей-офф | Серия плей-офф | Серия плей-офф | Серия плей-офф | Серия плей-офф | Серия плей-офф | Серия плей-офф | Серия плей-офф | Серия плей-офф | Серия плей-офф |
| Сезон                                                                                    | Команда | GP               | GS               | MPG              | FG%              | 3P%              | FT%              | RPG              | APG              | SPG              | BPG              | PPG              | GP             | GS             | MPG            | FG%            | 3P%            | FT%            | RPG            | APG            | SPG            | BPG            | PPG            |
| ---------------------------------------------------------------------------------------- | ------- | ---------------- | ---------------- | ---------------- | ---------------- | ---------------- | ---------------- | ---------------- | ---------------- | ---------------- | ---------------- | ---------------- | -------------- | -------------- | -------------- | -------------- | -------------- | -------------- | -------------- | -------------- | -------------- | -------------- | -------------- |
| 1976/77                                                                                  | Денвер  | 79               |                  | 31,7             | 51,5             |                  | 79,7             | 8,8              | 2,2              | 1,2              | 0,4              | 22,3             | 6              |                | 37,0           | 51,0           |                | 75,6           | 9,7            | 2,8            | 0,8            | 0,7            | 22,0           |
| 1977/78                                                                                  | Денвер  | 82               |                  | 34,8             | 51,2             |                  | 78,2             | 10,1             | 3,7              | 1,2              | 0,5              | 21,3             | 13             |                | 35,4           | 48,6           |                | 86,2           | 10,3           | 4,1            | 0,5            | 0,2            | 20,2           |
| 1978/79                                                                                  | Денвер  | 81               |                  | 33,9             | 51,7             |                  | 75,4             | 9,1              | 3,1              | 0,8              | 0,6              | 17,0             | 3              |                | 36,3           | 53,3           |                | 80,6           | 9,3            | 3,3            | 0,0            | 0,0            | 24,3           |
| 1979/80                                                                                  | Денвер  | 82               |                  | 35,8             | 50,5             | 33,3             | 77,5             | 8,8              | 2,4              | 1,1              | 0,7              | 23,8             | Не участвовал  | Не участвовал  | Не участвовал  | Не участвовал  | Не участвовал  | Не участвовал  | Не участвовал  | Не участвовал  | Не участвовал  | Не участвовал  | Не участвовал  |
| 1980/81                                                                                  | Денвер  | 80               |                  | 33,0             | 50,3             | 16,7             | 75,9             | 8,5              | 2,0              | 1,0              | 0,7              | 21,9             | Не участвовал  | Не участвовал  | Не участвовал  | Не участвовал  | Не участвовал  | Не участвовал  | Не участвовал  | Не участвовал  | Не участвовал  | Не участвовал  | Не участвовал  |
| 1981/82                                                                                  | Денвер  | 81               | 81               | 30,5             | 52,7             | 66,7             | 83,4             | 7,5              | 2,2              | 0,8              | 0,7              | 22,9             | 3              | 0              | 34,3           | 53,3           | -              | 100,0          | 7,0            | 1,7            | 1,0            | 0,3            | 25,3           |
| 1982/83                                                                                  | Денвер  | 80               | 80               | 30,4             | 51,0             | 21,1             | 83,5             | 7,5              | 2,8              | 1,0              | 0,5              | 21,6             | 8              | 0              | 28,4           | 50,7           | 0,0            | 86,2           | 7,3            | 3,1            | 1,1            | 0,6            | 20,4           |
| 1983/84                                                                                  | Денвер  | 76               | 66               | 27,3             | 49,3             | 21,1             | 85,0             | 6,8              | 2,3              | 0,8              | 0,6              | 19,8             | 5              | 0              | 30,6           | 51,0           | 50,0           | 82,1           | 8,0            | 1,6            | 1,2            | 1,2            | 27,4           |
| 1984/85                                                                                  | Денвер  | 77               | 9                | 21,9             | 45,9             | 14,3             | 80,6             | 4,3              | 1,8              | 0,8              | 0,4              | 12,8             | 15             | 4              | 21,7           | 45,9           | 100,0          | 81,3           | 3,6            | 1,8            | 0,8            | 0,3            | 12,4           |
|                                                                                          | Всего   | 718              | 236              | 31,1             | 50,6             | 25,3             | 79,7             | 7,9              | 2,5              | 1,0              | 0,6              | 20,4             | 53             | 4              | 30,2           | 49,6           | 50,0           | 82,9           | 7,4            | 2,7            | 0,8            | 0,5            | 19,4           |
| Наведите курсор мыши на аббревиатуры в заголовке таблицы, чтобы прочесть их расшифровку. |         |                  |                  |                  |                  |                  |                  |                  |                  |                  |                  |                  |                |                |                |                |                |                |                |                |                |                |                |